# Новомукатовка
Новомука́товка (рос. Новомукатовка, башк. Яңы Моҡатай) — присілок у складі Стерлітамацького району Башкортостану, Росія. Входить до складу Рязановської сільської ради.
Населення — 6 осіб (2010; 12 в 2002).
Національний склад:
- мордва — 83%